# خدمة ثابتة للأقمار الاصطناعية

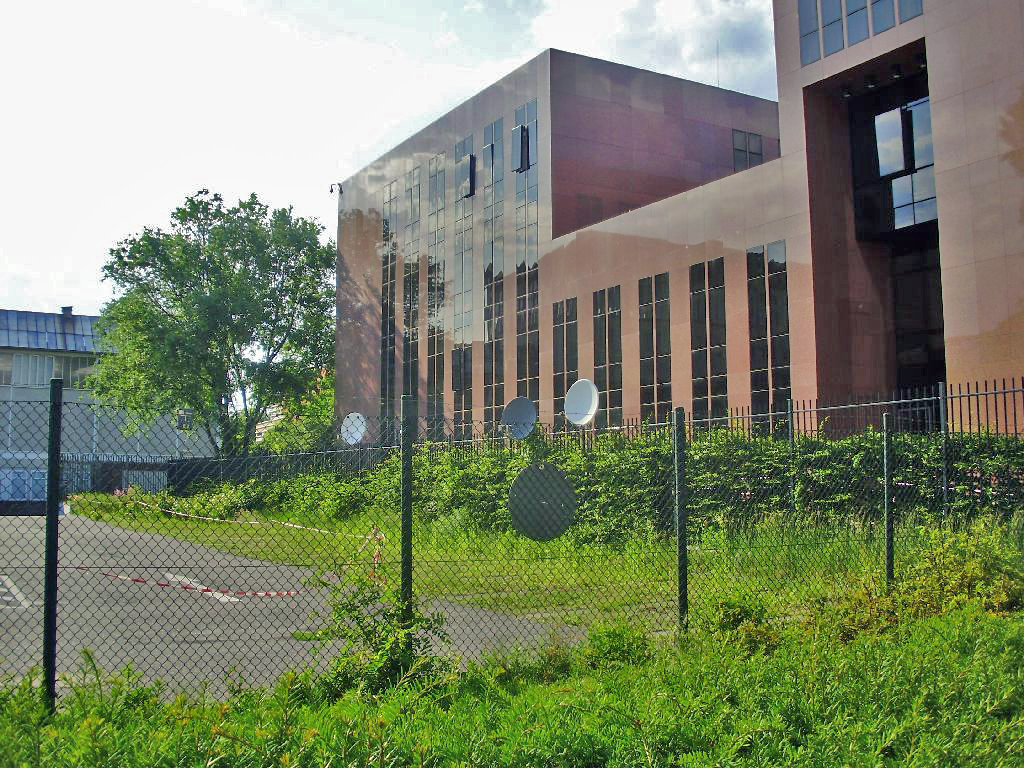
أطباق الأقمار الاصطناعية في سفارة مصر في برلين (2009)

خدمة ثابتة للأقمار الاصطناعية تعرف بأنها خدمة اتصالات راديوية بين المحطات الأرضية في مواقع معينة، عند استخدام واحد أو أكثر من الأقمار الاصطناعية؛ قد يكون الموضع المحدد نقطة ثابتة محددة أو أي نقطة ثابتة داخل المناطق المحددة؛ في بعض الحالات تشمل هذه الخدمة وصلات قمر اصطناعي إلى قمر اصطناعي، والتي يمكن تشغيلها أيضًا في الخدمة بين الأقمار الاصطناعية وقد تشمل الخدمة الثابتة للأقمار الاصطناعية أيضًا وصلات التغذية لخدمات الاتصالات الراديوية الفضائية الأخرى.